# Cordyligaster minuscula
Cordyligaster minuscula är en tvåvingeart som beskrevs av Wulp 1891. Cordyligaster minuscula ingår i släktet Cordyligaster och familjen parasitflugor. Inga underarter finns listade i Catalogue of Life.